# 德國瘋小孩
《德國瘋小孩》（英語：Angry German Kid，簡稱AGK，直譯為「憤怒的德國小孩」），另有《鍵盤破壞者》（Keyboard Crasher）、《魔域幻境之浴血戰場小孩》（Unreal Tournament Kid）等別稱，是指由當時化名為利奧波德·斯里克（Leopold Slikk）或「真正的黑幫」（Echter Gangster），現時網名為「Hercules Beatz」的諾曼·科亨諾夫斯基（德語：Norman Kochanowski，1991年5月29日—）在2005年發佈的網路爆紅影片，當時只有14歲的科亨諾夫斯基在該影片中用德語扮演一位對著自己的電腦大吼大叫的玩家，還砸壞了鍵盤，其誇張的演技令影片快速傳播至全世界，各種二次創作亦應運而生。《衛報》在2007年將該影片列為爆紅影片榜的第三名。

## 背景和反應
自從在13歲生日（2004年）被獲贈一部相機後，科亨諾夫斯基便一直嘗試以各種化名在德國的小型論壇或影片分享網站上發布短片，後來他在隔年開始以「真正的黑幫」（Echter Gangster）這一人設發佈多部饒舌音樂影片，隨即散播至其他許多平台，它們的成功也導致了多部具有相同角色的續集的出現。除了「真正的黑幫」外，科亨諾夫斯基也常在網上自稱「利奧波德·斯里克」（Leopold Slikk）。
2005年，科亨諾夫斯基發布了《真正的黑幫5：玩電腦》（Echter Gangster 5: PC spielen），他在其中扮演一位因《魔域幻境之浴血戰場》載入速度不夠快而大發雷霆的玩家，期間有對著電腦咆哮，還在最後砸碎了鍵盤。《真正的黑幫5：玩電腦》在此之後便很快被分享到包括YouTube在內的其他網站，並被各種二次創作，例如剪輯、加上音樂或空耳等，且成功在全球範圍內爆紅。該影片及其主角在德國被稱作《魔域幻境之浴血戰場小孩》（Unreal Tournament Kid）、英語系國家為《憤怒的德國小孩》（Angry German Kid）、西班牙語系國家叫作《德國瘋男孩》（El Niño Loco Alemán）、日本則稱作《鍵盤破壞者》（『キーボードクラッシャー』）。在華語系國家，《真正的黑幫5：玩電腦》內的角色被稱作「德國瘋小孩」或「德國Boy」，截至2022年5月，該影片的中文空耳版本在bilibili上已有超過610萬觀看數。

## 誤解和對作者個人生活的影響
然而有許多觀眾認為《真正的黑幫5：玩電腦》的情節確有其事，而這誤會在2006年11月的埃姆斯代滕校園槍擊案發生後變本加厲，德國社會普遍將該事件歸咎於電腦遊戲的危險性，其中Focus TV便以該影片為例，講述遊戲如何讓年輕人變得好鬥。Focus TV的報導獲得廣泛迴響，其作者指出《真正的黑幫5：玩電腦》的主角是患有注意力不足過動症的網癮少年利奧波德·斯里克，而非其真名諾曼·科亨諾夫斯基，更謊稱該影片是由斯里克父親秘密拍攝的真實錄像，還特別聘請臨時演員飾演「父親」一角，而斯里克本人則在阿姆斯特丹的醫院接受心理治療。該報導為此遭到網路媒體的猛烈抨擊，指出《真正的黑幫5：玩電腦》的主人翁以演戲著稱，卻反而成為家長擔心其孩子因電子遊戲而變得暴力的象徵，批評Focus TV造假。科亨諾夫斯基本人則接受4Players旗下的《絕對武力》社區專訪，講述自己僅給予了Focus TV影片的使用權，以及製作關於其專題的授權，但未獲告知專題的內容和方向。多年後，Focus撤回關於科亨諾夫斯基的報導，並將其標記為無法觀看。 
但隨著新聞的傳播，科亨諾夫斯基仍被同學們霸凌，雖多番澄清影片的內容不是真實，但大多不果，其隨後儘可能地從網際網路上刪除其所有可以下架的影片，也不再上傳任何作品。他為此把頭髮染黑、戴上隱形眼鏡、眼神維持兇狠、改變穿著與開始健身，試圖捨棄「利奧波德·斯里克」這一經歷和不讓別人接近自己，但仍有許多人認出他。在行將畢業的13年級之際，科亨諾夫斯基在前往荷蘭的集體旅行中因受酒精的影響，他恐嚇同學，預告自己將帶著一把AK-47回校大開殺戒，全過程被錄下後學校報了警，其被迫退學並入獄一個月。出獄後科亨諾夫斯基雖成功轉學取得高中學位，但找工作時卻仍處處碰壁，原因是面試時總被面試官認出。也因如此，他在畢業後的兩年都無人聘請，最終也只找到一份在超市填裝商品的工作，月薪僅150歐元，之後也因某些原因被解僱，過著兩年失業的生活，期間不看任何電視和聽收音機，只是不停鍛鍊身體和聽音樂。

## 後期生活
2015年，科亨諾夫斯基開始重新製作影片，此次發布平台改為在YouTube上，內容大多為其健身訓練，與他早期的作品無關，雖期間有被認出，但卻否認自己是「德國瘋小孩」，也拒絕回應任何關於其此前作品或「德國瘋小孩」的提問。到了2017年底，科亨諾夫斯基以新化名「Hercules Beatz」重新進入公眾視野，此時26歲的他已因長期健身而長成身高1.95米，重110公斤的壯漢，找到一份收入穩定的學徒工作，也有了女友和新車，還發表了一首關於12年前「德國瘋小孩」事件和那些霸凌自己的人的戲謔單曲。自2018年開始，科亨諾夫斯基便以「Hercules Beatz」的名義發布了多首饒舌歌曲，並在同年4月10日上傳一部影片，講述自己當初為何退隱及一路走來的經歷。
現今《德國瘋小孩》已被認為2000年代網絡影片的主要範例，並成為了研究電腦用戶心理的題材。

## 外部連結
- 原始影片
- YouTube上的科亨諾夫斯基的個人頻道

《德國瘋小孩》影片截圖

- Angry German Kid / Keyboard Crasher （页面存档备份，存于） at Know Your Meme
- The Incredible Story of the Angry German Kid （页面存档备份，存于）, Simplicissimus, YouTube channel of funk, May 27, 2020
- 北德廣播公司對科亨諾夫斯基的專訪 （页面存档备份，存于）